# Руско Димитров
Руско (Русчо) Димитров Димитров е български офицер, генерал-майор, командир на рота от 43-ти пехотен полк през Балканската (1912 – 1913) и Междусъюзническата война (1913), командир на дружина от 33-ти пехотен свищовски полк и 37-и пехотен пирински полк, началник на Оперативната секция при Щаба на 10-а пехотна беломорска дивизия през Първата световна война (1915 – 1918), командир на 7-а пехотна рилска дивизия (1930).

## Биография
Руско Димитров е роден на 17 януари 1882 г. в Бяла черква, Княжество България. През 1903 година завършва 24-ти випуск на Военното на Негово Княжеско Височество училище е произведен в чин подпоручик от пехотата, от 1906 г. е поручик, а от 1910 г. е капитан. Служи в 7-и пехотен преславски полк и Школата за запасни офицери. Взема участие в Балканската (1912 – 1913) и Междусъюзническата война (1913) като командир на рота от 43-ти пехотен полк. През 1914 г. е назначен за командир на рота от 33-ти пехотен свищовски полк.
По време на Първата световна война (1915 – 1918) капитан Димитров командва дружина от 33-ти пехотен свищовски полк, през 1916 г. е назначен за началник на Оперативната секция при Щаба на 10-а пехотна беломорска дивизия в Гюмюрджина, на 27 февруари 1917 г. произведен в чин майор, а в периода 1917 – 1918 е командир на дружина от 37-и пехотен пирински полк.
През септември 1918 г. е назначен за началник Оперативна група в Щаба на 1-ва пехотна софийска дивизия, а на 20 август 1919 г. е произведен в чин подполковник, през 1920 г. завършва Военната академия. В периода от 1923 до 1927 година е помощник-командир на 4-та пехотна преславска дивизия в Шумен и началник на същата, като на 6 май 1925 г. е произведен в чин полковник. През 1930 г. полковник Руско Димитров е назначен за командир на 7-а пехотна рилска дивизия, след което служи в 37-и пехотен полк и като началник на секция във 2-ра армия. През 1931 г. е уволнен от служба. Произведен е в чин генерал-майор.
Вече офицер от запаса, генералът е удостоен с почетното звание „Почетен гражданин на Радомир“.

## Военни звания
- Подпоручик (1903)
- Поручик (1906)
- Капитан (1910)
- Майор (27 февруари 1917)
- Подполковник (20 август 1919)
- Полковник (6 май 1925)
- Генерал-майор

## Награди
- Военен орден „За храброст“ IV степен, 2-ри клас (1917)
- Народен орден „За военна заслуга“ V степен, на военна лента, с корона (1921)

## Образование
- Военно на Негово Княжеско Височество училище (до 1903)
- Военна академия (до 1920)